# Брено (Эн)
Брено́ (фр. Brénod) — коммуна во Франции, находится в регионе Рона-Альпы. Департамент коммуны — Эн. Входит в состав кантона Брено. Округ коммуны — Нантюа.
Код коммуны — 01060.

## Население
Население коммуны на 2010 год составляло 544 человека.
| 1962 | 1968 | 1975 | 1982 | 1990 | 1999 | 2010 |
| ---- | ---- | ---- | ---- | ---- | ---- | ---- |
| 509  | 524  | 436  | 431  | 385  | 427  | 544  |